# 2,3-metilenedioxianfetamina
El 2,3-metilenedioxianfetamina (2,3-MDA) o ORTHO-MDA es un derivado de anfetamina que se menciona en el libro PIHKAL de Alexander Shulgin. Es descrito como un fármaco estimulante bastante potente, y de larga duración, pero con pocos o ninguno de los efectos entactogénicos tradicionalmente asociados con su isómero estructural 3,4-metilendioxianfetamina, más conocido MDA.
El 2,3-MDA es considerado un isómero estructural del 3,4-metilendioxianfetamina en el que el grupo metilenedioxi se ubica entre los carbonos 2 y 3, en vez de 3 y 4.